# Tețke, Starobilsk
Tețke (în ucraineană Тецьке) este un sat în comuna Șpotîne din raionul Starobilsk, regiunea Luhansk, Ucraina.

## Demografie
Componența lingvistică a localității Tețke
     Ucraineană (99,4%)
     Alte limbi (0,6%)
Conform recensământului din 2001, majoritatea populației localității Tețke era vorbitoare de ucraineană (99,4%), existând în minoritate și vorbitori de alte limbi.